# Gare de Veauche - Saint-Galmier
La gare de Veauche - Saint-Galmier est une gare ferroviaire française de la ligne de Moret - Veneux-les-Sablons à Lyon-Perrache, située sur le territoire de la commune de Veauche, à proximité de Saint-Galmier, dans le département de la Loire en région Auvergne-Rhône-Alpes.
C'est une gare de la Société nationale des chemins de fer français (SNCF) desservie par les trains du réseau TER Auvergne-Rhône-Alpes.

## Situation ferroviaire
Établie à 383 m d'altitude, la gare de Veauche - Saint-Galmier se situe au point kilométrique (PK) 482,206 de la ligne de Moret - Veneux-les-Sablons à Lyon-Perrache entre les gares de Montrond-les-Bains et de Bouthéon. Elle est desservie par les trains du réseau TER Rhône-Alpes effectuant des missions entre les gares de Roanne et Saint-Étienne-Châteaucreux.

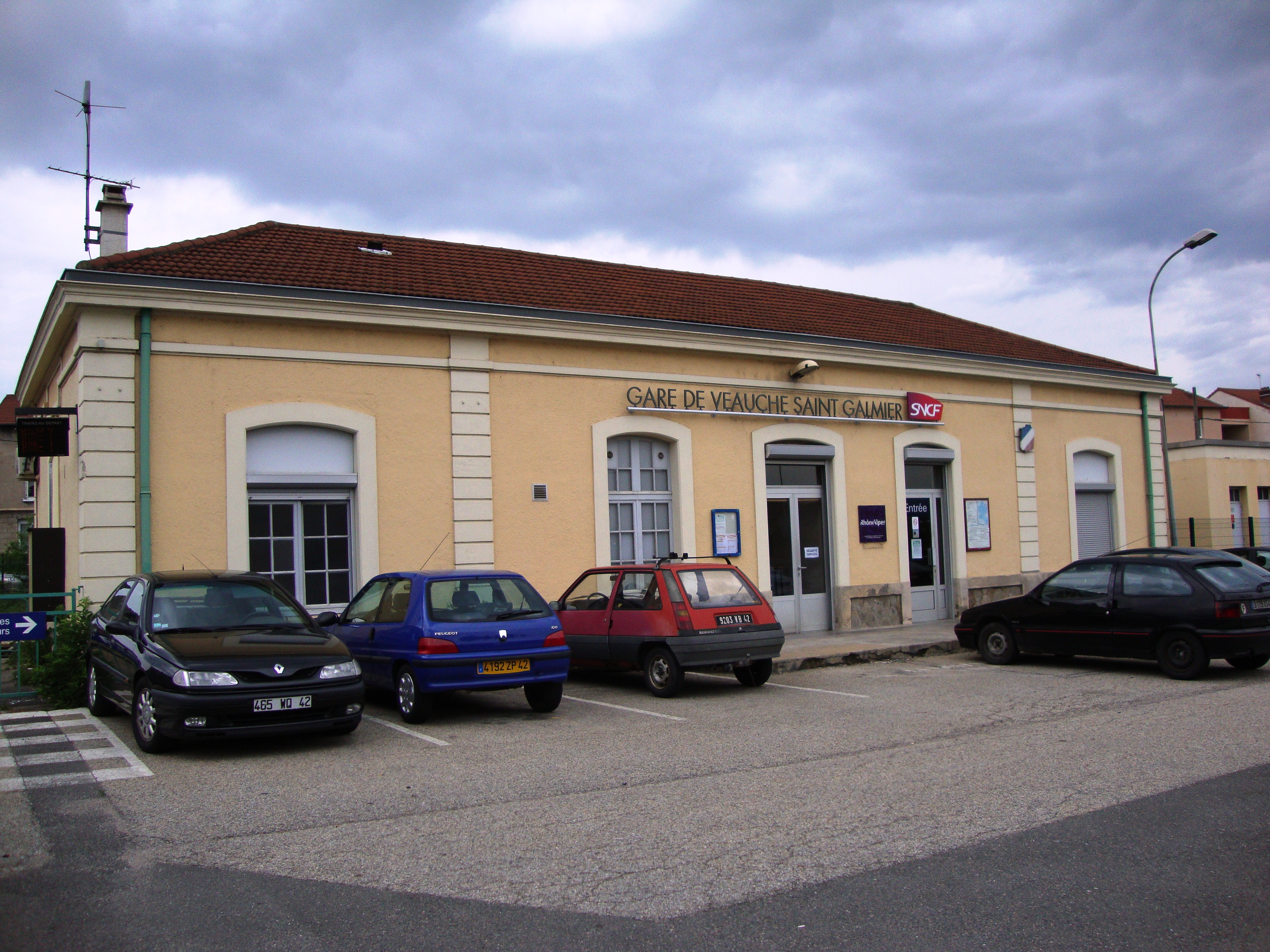
Vue de l'entrée de la gare.

## Histoire
Jusqu'en ..., la gare était dénommée gare de Saint-Galmier - Veauche.

## Fréquentation
De 2015 à 2023, selon les estimations de la SNCF, la fréquentation annuelle de la gare s'élève aux nombres indiqués dans le tableau ci-dessous.
| Année     | 2015    | 2016   | 2017   | 2018   | 2019   | 2020   | 2021   | 2022   | 2023   |
| --------- | ------- | ------ | ------ | ------ | ------ | ------ | ------ | ------ | ------ |
| Voyageurs | 113 417 | 99 916 | 96 103 | 78 751 | 91 984 | 54 825 | 59 643 | 72 299 | 76 323 |

## Service des voyageurs

### Accueil
Gare SNCF, elle dispose d'un guichet ouvert du lundi au vendredi de 7h à 14h05.

### Desserte
La gare est desservie par des trains du réseau Auvergne-Rhône-Alpes qui circulent sur la ligne no 12 entre les gares de Roanne et Saint-Étienne-Châteaucreux.